# Бывшая резиденция Хассама
Бывшая резиденция Хассама (яп. 旧ハッサム住宅) — идзинкан в районе Тюо-ку в городе Кобе, префектура Хёго, Япония. Считается, что он был спроектирован А. Н. Хэнселлом (Alexander N. Hansell), который работал над планировкой ряда идзинканов, включая резиденцию Швеки и резиденцию Кадо. Строительство было завершено в 1902 году. Южный фасад, выходящий в просторный японский сад, выполнен в стиле аркады на первом этаже и колоннады на втором и считается отличительной особенностью экстерьера особняка. Седьмого июня 1961 года здание было включено в список важных национальных культурных ценностей.

## История
В 1902 году резиденция была построена как частный дом английского торговца индийского происхождения Дж. К.Хассама с северной стороны старой резиденции Дрюэлла (Особняк Райна) по адресу 2 тёмэ Китано-тё , Тюо-ку, Кобе.
В 1961 году храм Кобе Кайкё, тогдашний владелец здания, подарил его городу Кобе. В 1963 году особняк был перевезён и законсервирован в парке Сораку-эн, в северной части местности Мотомати. Во время Великого землетрясения Хансин-Авадзи 1995 года, кирпичная дымовая труба упала в кладовую, но после этого здание восстановили. Упавшая труба выставлена в саду перед домом, в качестве напоминания о землетрясении. Два газовых фонаря, стоящие в том же саду — самые старые уличные фонари в Японии, созданные в 1884 году в поселении иностранцев в Кобе.

## Краткие сведения об архитектурном строении
- владелец — Дж. К. Хассам
- архитектор — А. Н. Хэнселл (предположительно)
- завершение строительства — 1902 год
- общая площадь — 397.58 м² (первый этаж 173.61 м², второй этаж 179.73кв.м, подвал 5.42 м², дополнительное здание 29.18 м², склад 9.64 м²)

## Включение в список важных культурных ценностей
Следующие объекты были включены в список важных национальных культурных ценностей (дата включения 7 июня 1961 года): старая резиденция Хассама, дополнительное здание, склад, ворота особняка.

## Галерея

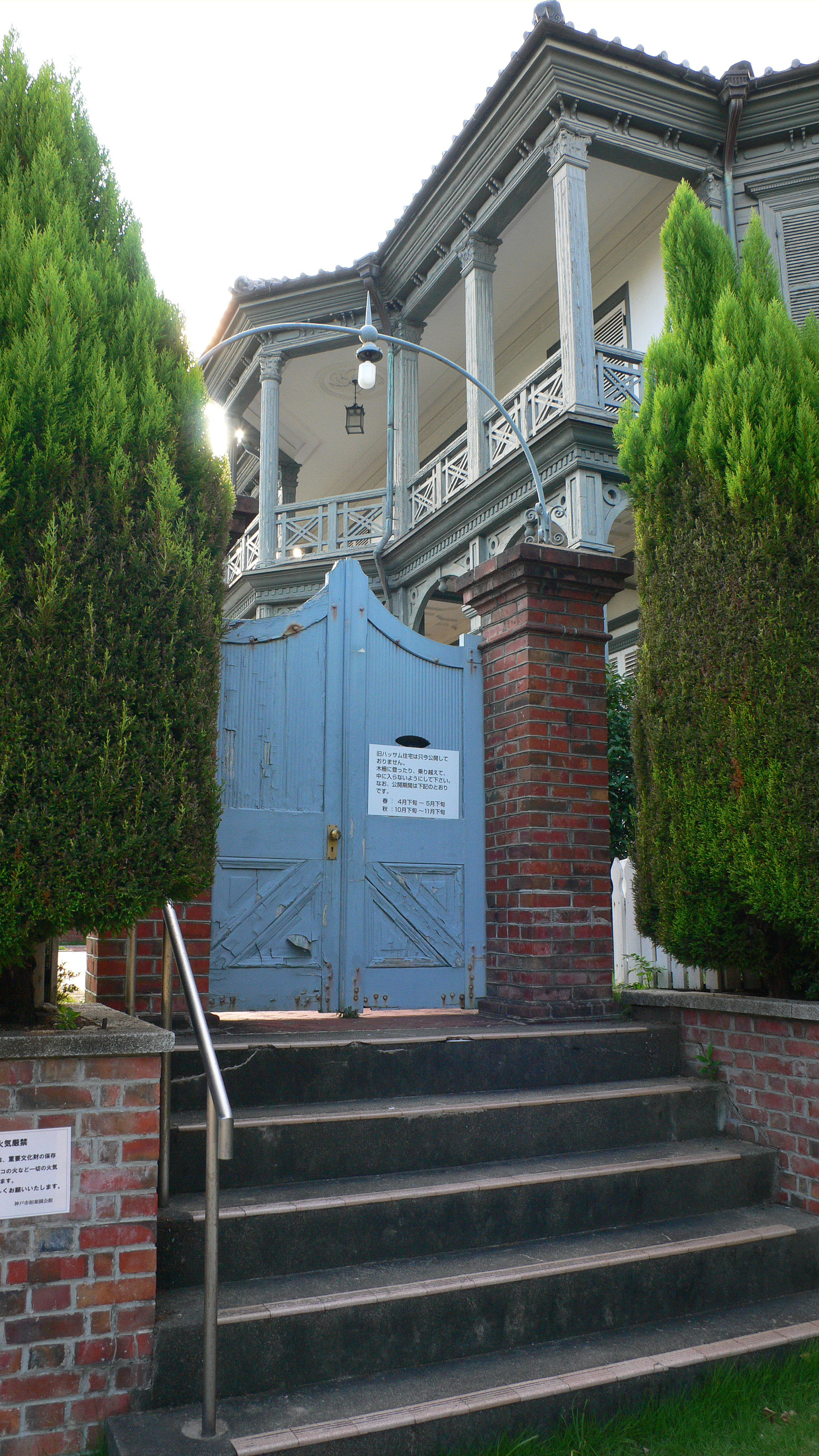
Восточные ворота
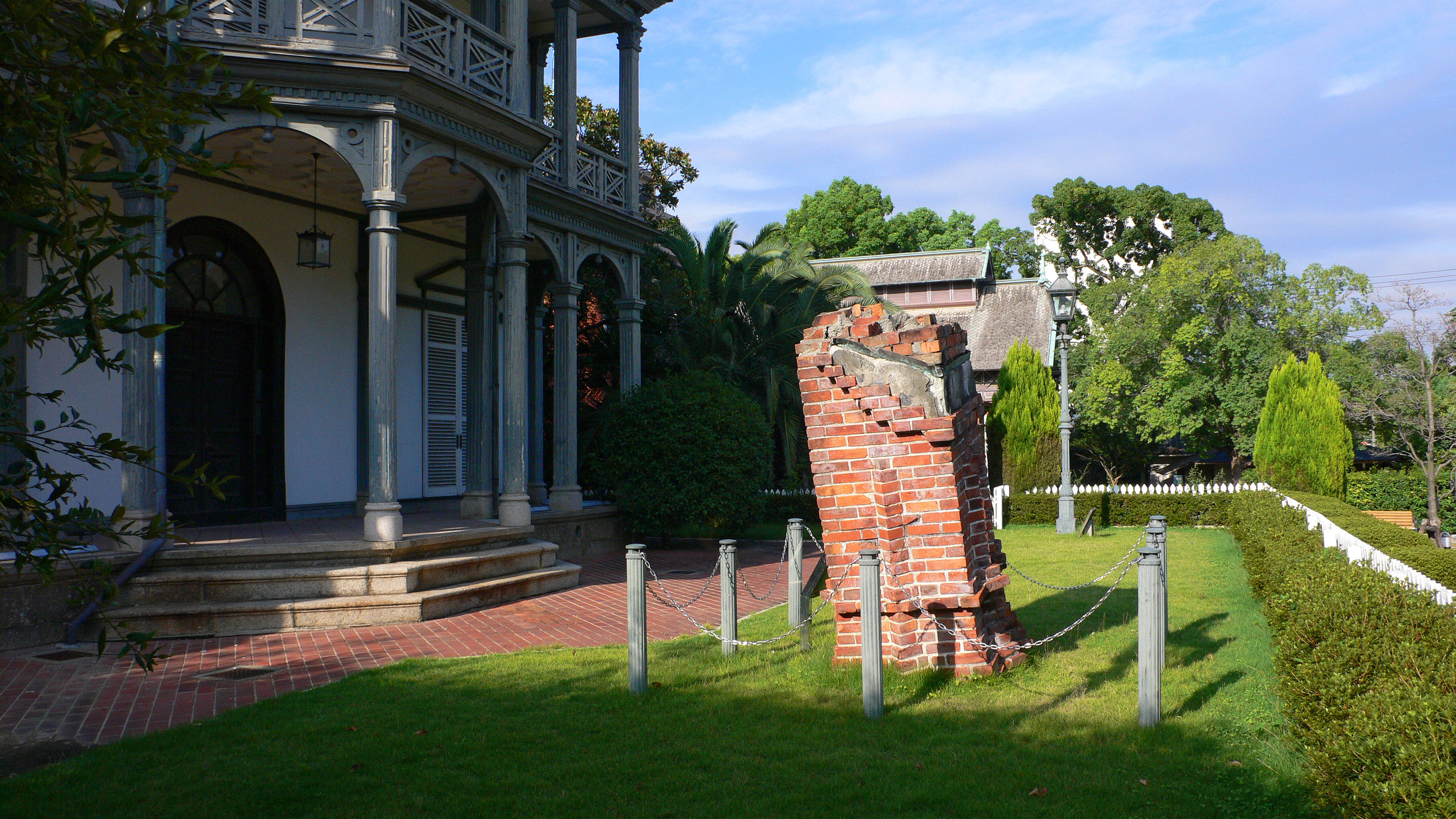
Упавшая кирпичная труба
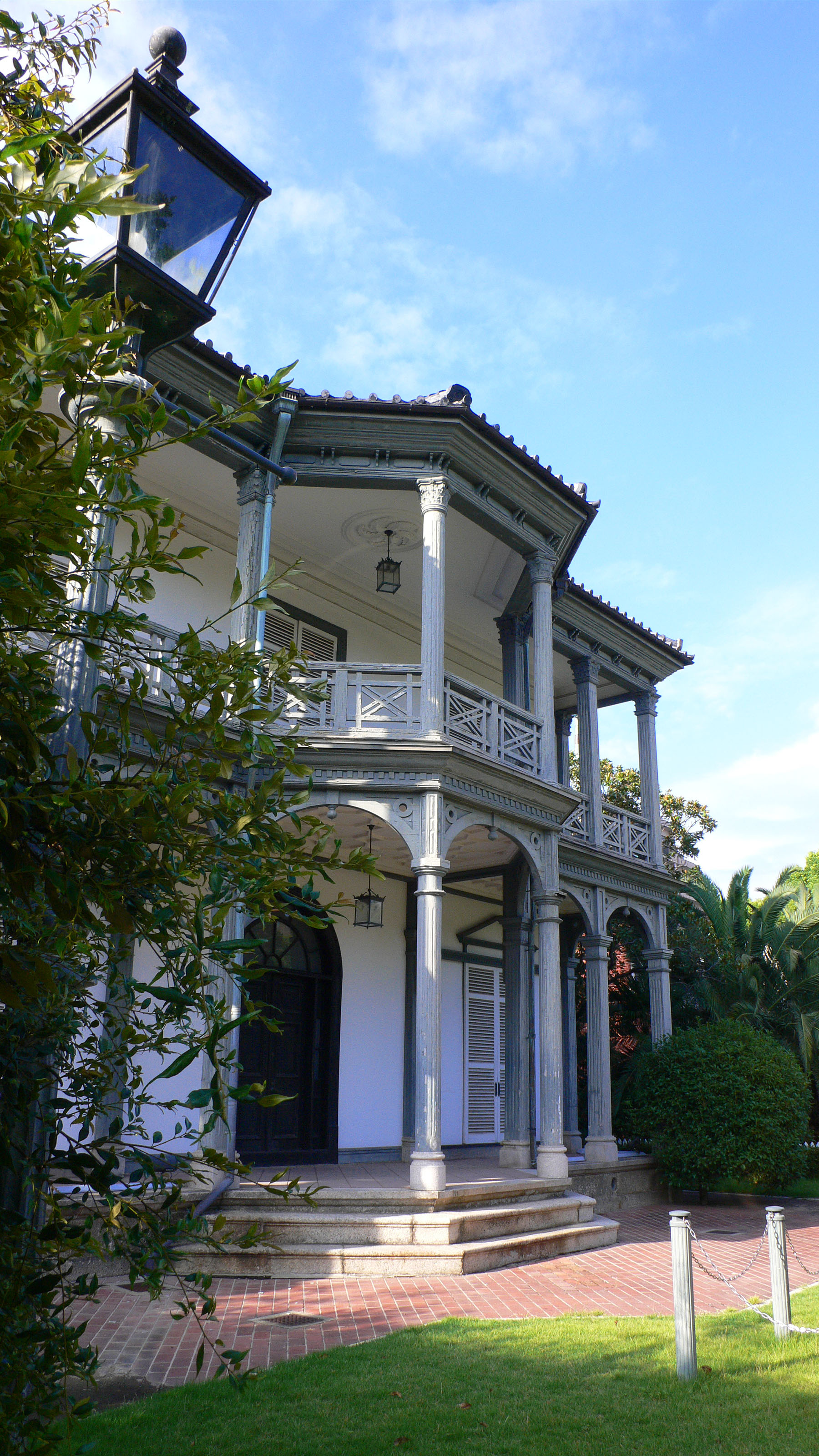
Старейший из сохранившихся газовых фонарей